# Anton Sealey
Anton D. Justin Sealey II (Nassau, 19 novembre 1991) è un calciatore bahamense, difensore dell Central Florida Kraze.

## Carriera

### Club
Gioca dal 2010 al 2011 al North Carolina Tar Heels. Nel 2011 si trasferisce al Reading United. Nel 2012, dopo aver giocato all'UCF Knights, si trasferisce al Central Florida Kraze. Nel 2013 viene acquistato dall'UFC Knights. Nel 2014 passa al Central Florida Kraze.

### Nazionale
Debutta in nazionale il 2 luglio 2011, in Turks e Caicos-Bahamas.